# Gheorghe-Petru Pîclișan
Gheorghe-Petru Pîclișan (n.  ?) este un deputat român, ales în 2024 din partea POT. 